# 朵洛莉絲·侃南
朵洛莉絲·侃南（英語：Dolores Cannon，1931年4月15日—2014年10月18日）是美國作家，專注於前世回溯的催眠治療師。撰有19本著作，被翻譯成20多種語言，其中包括：《迴旋宇宙》（三冊）、《地球守護者》、《三波志願者與新地球》等，主題涵蓋生與死、輪迴、人類起源、不明飛行物和外星人、諾斯特拉達穆斯預言等。
曾登上倫敦沃特金斯書店身心靈雜誌公布的2012年世界百大精神人物第九十五位。

## 生平
出生於密蘇里州聖路易斯。1951年與強尼·侃南（Johnny Cannon）結婚，婚後随著丈夫的海军职务旅居世界各地。1969年因丈夫車禍受傷，半截肢長期坐輪椅，而移居阿肯色州，強尼·侃南於1994年4月30日去世。。
從1979年開始投入前世回溯催眠的領域。後來她基於數十年累積而成的經驗，自創了「量子療愈催眠技術」（Quantum Healing Hypnosis Technique，QHHT）。
侃南自從在1985年參加全球最大不明飛行物研究組織UFO互動網絡（MUFON）的一場會議後，開始步入不明飛行物和外星生命的研究領域。
1992年，侃南成立了奧札克山出版公司（Ozark Mountain Publishing, Inc）。
時至晚年，侃南仍應邀到世界各地举办讲座及工作坊。
在奧札克UFO會議（Ozark UFO Conference）的創始者路易斯·法瑞什（Lucius O. Farish）於2013年去世後，侃南成為該會議的負責人，並將其更名為奧札克山UFO會議（Ozark Mountain UFO Conference）。

## 外部連結
- 官方网站 （英文）
- 朵洛莉絲·侃南的X（前Twitter） （英文）
- 朵洛莉絲·侃南的Facebook專頁 （英文）
- 朵洛莉絲·侃南在互联网电影资料库（IMDb）上的資料（英文）